# Vorvaňovec malý
Vorvaňovec malý (Mesoplodon grayi) je druh vorvaňovcovitého kytovce z rodu Mesoplodon. Vyskytuje se v chladnějších až mírně teplých vodách jižní polokoule kolem Jihoafrické republiky, jižní Austrálie, Nového Zélandu, Argentiny, Chile a Peru.

## Systematika
Druh popsal v roce 1876 Julius von Haast, ředitel Canterburského musea v novozélandském Christchurchi. Haast druh pojmenoval po britském taxonomistovi Johnu Edwardu Grayovi jako Mesoplodon grayi. Haastův popis druhu byl založen na třech lebkách, které obdržel v květnu 1875. Lebky mu zaslal jistý Louis Walter Hood Esq. (1837–1912) z města Waitangi z Chathamských ostrovů. Walter lebky získal ze stáda 28 jedinců, kteří v letech 1874–75 uvízli na chathamské pláži Waitangi. Jedná se o monotypický taxon, tzn. nejsou rozeznávány žádné poddruhy.

## Popis

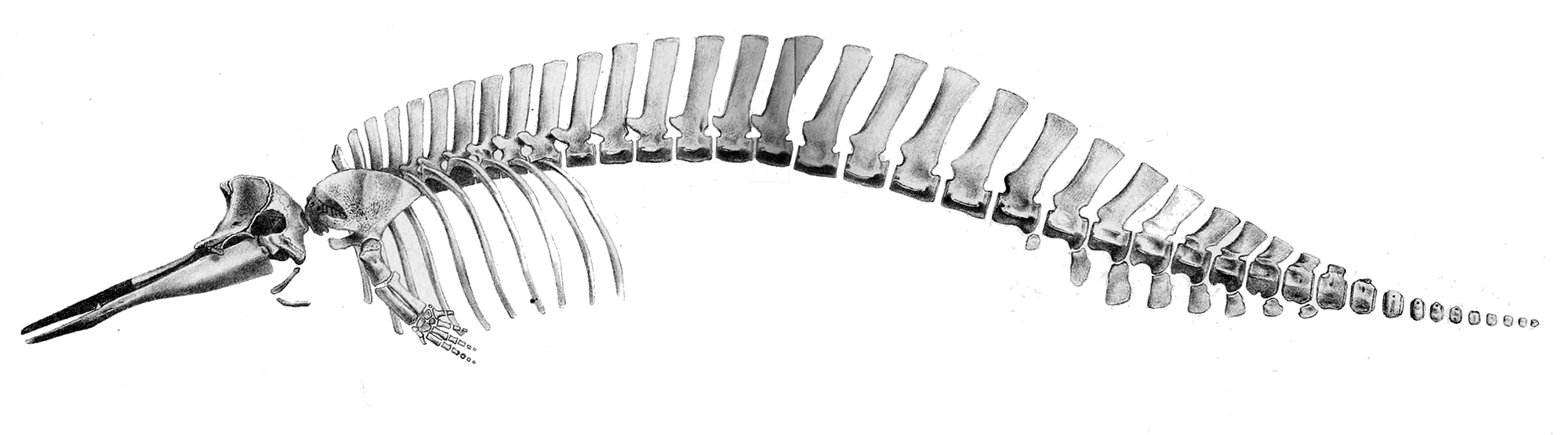
Kostra vorvaňovce malého

Vorvaňovci malí dorůstají délek kolem 5,5 m, samice bývají o něco delší než samci. Váha se pohybuje kolem 1200 kg. Horní strana těla je modrošedá až černá, spodní strana je světlejší. Hlavně dospělí samici mívají těla posetá bílými hrábovitými jizvami od žraločků brazilských. Rypec neboli zobák je bílý, tenký a výrazně prodloužený. U samic bývá delší než u samců. Přímá linka rovných čelistí je ve střední části zvenku přerušena trojúhelníkovým zubem či až malým klem, který na obou stranách vyčnívá z dolní čelisti u dospělých samců a někdy i u samic. Vnější část zubu může někdy být porostlá svijonožci. Ostatní zuby jsou menší. U báze zobáku a nad očima se nachází jemně, avšak zřetelně vypouklý meloun. Přední ploutve jsou nízko položené, v přední části trupu. Někde ve dvou třetinách hřbetu se nachází malá srpovitá hřbetní ploutev. Na ocasní ploutvi chybí prostřední výrůstek mezi křídly.

## Rozšíření a populace

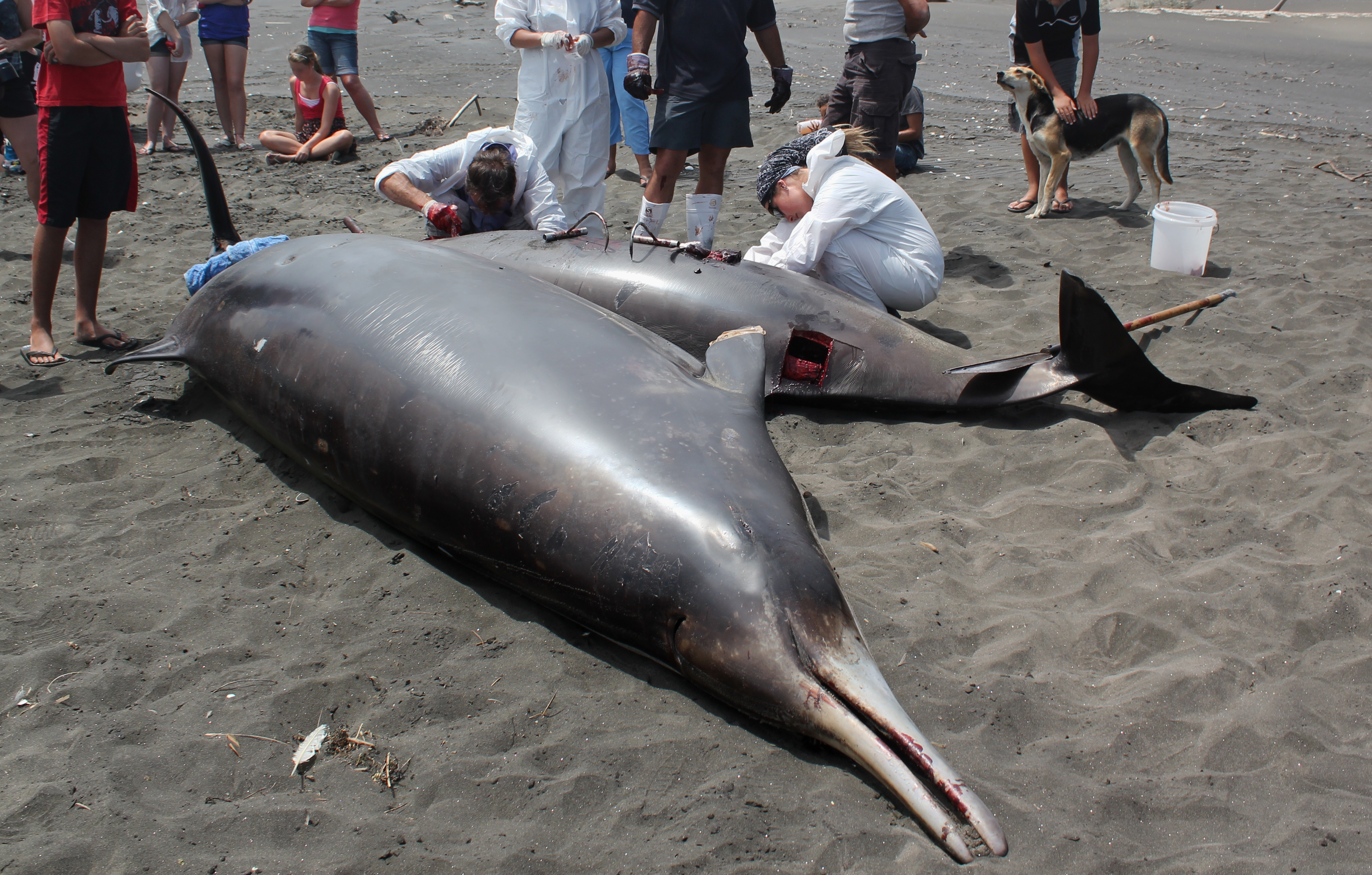
Pitva dvou vyplavených jedinců (Nový Zéland)

Vorvaňovec malý má cirkumpolární rozšíření v chladnějších až mírně teplých vodách jižní polokoule mezi cca 30–45 ° j. š. Celková populace není známá, avšak druh je popisován jako poměrně běžný při nejmenším v některých částech svého areálu výskytu. U druhu dochází k častým uvíznutím na mělčině. K nejčastějším lokacím uvíznutí patří Nový Zéland, jižní Austrálie, Jihoafrická republika, Argentina, Chile a Peru.

## Biologie
O biologii druhu je známo jen minimum informací. Vyskytuje se typicky v malých skupinkách do 5 jedinců, výjimečně i více až k 10 jedincům. Genetická studie 113 vyplavených vorvaňovců přišla na to, že vyplavení vorvaňovci si nebyli vzájemně příbuzní, což napovídá, že i na moři vorvaňovci formují skupiny, které nejsou založené na přímé příbuznosti, jako tomu je u některých jiných kytovců (např. kulohlavců).
Živí se rybami a hlubinnými desetiramenatci žijícími ve vodách hlubokých 200 a více metrů. Při hladině jsou poměrně aktivní a často nad vodu vystrkují svůj tenký dlouhý rypec. Při proplouvání pod hladinou někdy vyskakují z vody podobně jako delfíni, jejich tělo se však nedostává celé nad hladinu.